# Aeroflot
Aeroflot el. Aeroflot – Russian Airlines (Russisk: Аэрофлот – Российские авиалинии, tr. Aeroflot - Rossijskie avialinii) er et russisk nationalt flyselskab grundlagt i 1932. 
Aeroflot har hovedsæde i Moskva og foruden indenrigsruter har Aeroflot forbindelser til 131 byer i 50 lande rundt i verden, herunder Bangkok, Delhi, Beijing og København.
I 2004 transporterede man 6,8 millioner passagerer. I 2015 var tallet 26,1 millioner passagerer, og man rådede i januar 2017 over 186 fly; en blanding af flytyper fra Sukhoj, Airbus og Boeing.
Aeroflot er medlem af luftfartsalliancen SkyTeam.
I Sovjetunionen havde Aeroflot monopol på civil flyvning og var verdens største flyselskab.